# Higinio Vilches Pescador
Higinio Vilches Pescador   (Jaén, 17 de setembre de 1954 - Jaén, 9 de maig de 2024) fou un futbolista espanyol de les dècades de 1970 i 1980.

## Trajectòria
Jugava d'interior esquerre. Es formà al futbol base de l'Atlètic de Madrid. Després jugà a l'Atlético Madrileño i fou cedit al CD Málaga, club amb el qual debutà a primera divisió. Tornà a l'Atlètic de Madrid, però no gaudí de minuts i acabà cedit al Gimnàstic de Tarragona. Després de dues temporades al club grana a bon nivell ingressà al RCD Espanyol l'abril de 1980, on jugà durant tres temporades i mitja un total de 72 partits. Acabà la seva trajectòria al Cadis CF, a primera i segona divisió, i al Real Jaén a tercera.
Participà en la Universíada l'any 1977.
Un cop retirat fou entrenador del Martos CD i president del Real Jaén CF.